# 福井赤十字病院
福井赤十字病院（ふくいせきじゅうじびょういん）は、福井県福井市にある医療機関である。日本赤十字社福井県支部設置の病院である。開放病床30床、人間ドック5床、ICU（集中治療室）8床を備える。

## 概要
大正末期から福井市周辺に現存する総合医療機関。1948年の福井地震で全壊し、2000年代初頭から、築年数の比較的新しい従来の病棟を一部残して全館を建替え、本館は3代目にあたる。屋上に、緊急離着陸ヘリポートを持つ。敷地内の別棟に直上組織である日本赤十字社福井県支部、数百メートル西側に福井県赤十字血液センターが所在し、付近に福井県における赤十字事業の拠点を集約している。

### 沿革
- 1925年（大正14年）4月1日 - 日本赤十字社福井支部病院 開院。
- 1943年（昭和18年）6月 - 福井赤十字病院と改称。
- 1957年（昭和32年）10月 - 福井県赤十字大会の来賓秩父宮妃勢津子が訪問
- 1962年（昭和37年）8月 - 敷地内の県立産院を合併、福井赤十字病院・産婦人科とする。
- 1977年（昭和52年）7月 - 日本赤十字社 創立100周年記念 福井県大会来賓三笠宮妃百合子が訪問
- 1978年（昭和53年）4月 - 第二次救急医療待機病院の指定。
- 1990年（平成2年）8月 - 福井県赤十字大会の来賓寬仁親王妃信子が訪問
- 1998年（平成10年）1月 - 災害拠点病院（地域災害医療センター）に指定。
- 1999年（平成11年）6月 - 開放型病床の設置。
- 2004年（平成16年）3月 - 新本館竣工。
- 2007年（平成19年）6月 - 地域医療支援病院の認定。
- 2009年（平成21年）4月 - がん診療センターの設置と、診断群分類包括評価（DPC)の導入開始。

## 診療科
- 内科
- ストレス心療科
- 神経内科
- 呼吸器科
- 消化器科
- 循環器科
- 小児科
- 外科
- 整形外科
- 形成外科
- 脳神経外科
- 呼吸器外科
- 心臓血管外科

- 皮膚科
- 腎臓・泌尿器科
- 産婦人科
- 眼科
- 耳鼻咽喉科
- リハビリテーション科
- 放射線科
- 麻酔科
- 歯科
- 歯科口腔外科

診療協働部門
- 看護部
- 薬剤部
- 中央放射線部
- 検査部
- 病理部
- リハビリテーション科
- 健診センター
- 輸血センター

## 医療機関の指定等
- 救急告示病院
- 第二次救急指定病院
- 保険医療機関
- 労災保険指定医療機関
- 労災保険二次健診等給付医療機関
- 感染症の予防及び感染症の患者に対する医療に関する法律（感染症法）による指定医療機関
- 生活保護法による指定医療機関
- 結核指定医療機関
- 障害者の日常生活及び社会生活を総合的に支援するための法律（障害者自立支援法）による指定自立支援医療機関
- 母子保健法による指定養育医療機関
- 原子爆弾被爆者に対する援護に関する法律による指定医療機関
- 第二種感染症指定医療機関[1]
- 難病医療協力病院
- エイズ協力病院
- 臓器の移植に関する法律（臓器移植法）の運用に関する指針による臓器提供施設
- 臨床研修指定病院
- 歯科医師臨床研修指定施設
- 地域がん診療連携拠点病院
- 地域医療支援病院
- 地域周産期母子医療センター
- 災害拠点病院（地域災害医療センター）
- 福井DMAT指定医療機関
- 船員法第83条に基づく指定医[2]
- DPC対象病院
- 自家培養軟骨使用認定施設

## 交通アクセス
電車
- 福井鉄道福武線 赤十字前駅より西へ約350 m。

京福バス
- 73・74系統（清水グリーンライン線）、76系統（西田中・宿堂線）「赤十字病院」下車。
- 71系統（運動公園線）「赤十字前」下車、西へ約300 m。
- 70系統（運動公園線）「赤十字前」下車、西へ約250 m。

福井交通
- 赤十字みのり線「赤十字病院」下車。

自動車
- E8 北陸道 福井ICから、国道158号等経由で、約6km。